# أبريل شتاينر بينيت
أبريل شتاينر بينيت (بالإنجليزية: April Steiner Bennett)‏ هي القافزة بالزانة أمريكية، ولدت في 22 أبريل 1980 في ميسا في الولايات المتحدة.

## وصلات خارجية
- أبريل شتاينر بينيت على موقع الاتحاد الدولي لألعاب القوى (الإنجليزية)
- أبريل شتاينر بينيت على موقع أوليمبيديا (الإنجليزية)
- أبريل شتاينر بينيت على موقع اللجنة الأولمبية والبارالمبية الأمريكية (الإنجليزية)